# 菊水町 (金沢市)
菊水町（きくすいまち）は、石川県金沢市の地名。郵便番号は920-0000。

## 概要
金沢市南部に位置し白山市と接している。一部が獅子吼・手取県立自然公園に指定されている。

## 地理

### 山岳
- 奥獅子吼山
- 三輪山

## 歴史
- 1889年（明治22年）4月1日 - 周辺9か村との合併による内川村発足により内川村字後谷となる。
- 1954年（昭和29年）7月1日 - 犀川村、額村、安原村、湯涌谷村とともに金沢市への編入により金沢市菊水町となる。
- 1972年（昭和47年）11月24日 - 閉町式が行われる[3]。

## 小・中学校の学区
廃町ではあるが市立小・中学校に通う場合、学区は以下の通りとなる。
| 番   | 小学校             | 中学校             |
| ---- | ------------------ | ------------------ |
| 全域 | 金沢市立内川小学校 | 金沢市立内川中学校 |

## 周辺
- 広域基幹林道犀鶴線
- 菊水町ポケットパーク